# Насимшахр
Насимшахр (перс. نسیم‌شهر‎ (произносится «Насимшяхр»), другие варианты названия: Акбарабад (перс. اکبرآباد‎), Мохаджершахр (перс. مهاجرشهر‎) — город в Иране, административный центр бахша Бустан в шахрестане Бахарестан, в остане Тегеран. Этот город располагается примерно в 35 километрах к юго-западу от Тегерана. Фактическая площадь города составляет 30,07 км², а площадь в официальных границах, включая незаселенные территории, — 70,09 км².

## История названия
Первым жителем современного Насимшахра был человек по имени Акбар Хаддад, и по этой причине этот город до 1995 г. был известен под названием Акбарабад (букв.: город Акбара). В 1995 г. был создан муниципалитет и имя города было изменено из Акбарабада в Мохаджершахр (букв.: город переселенцев). В конце концов, в 1999 г., учитывая то, что местным жителям не нравилось название, было принято решение переименовать город, дав ему современное название Насимшахр (букв.: город лёгкого ветерка).

## История
В древности Насимшахр состоял из двух деревень: Исмаилабад и Ваджхабад, которые за последние три десятилетия приобрели городской облик, поскольку обладали выгодным географическим положением (близость к Тегерану), дешёвой землёй хорошего качества и привлекательностью для мигрантов. Поэтому было принято решения преобразовать эти сёла в единый город, создав муниципалитет. Власть администрации Насимшахра распространяется и на несколько соседних деревень, например — Хамаданакь и Хейрабад.

## Климат
В районе Насимшахра осенью и особенно летом дует очень много ветров, которые оказывают очень серьёзное влияние на его климат. Летом и иногда поздней весной примерно 3-5 дней дует северо-западный ветер «Хущу», который поднимает температуру региона.

## Достопримечательности
Исторические памятники и археологические раскопки, проведённые в районе города, свидетельствуют о глубокой древности древнеиранской цивилизации (то есть ещё до прихода в Иран индоевропейцев), которая существовала в данном районе ещё 7 тысяч лет назад. Среди имеющихся на сегодня памятников истории и культуры можно отметить гробницу имамзаде Хасана, а также очень древнее дерево. Можно упомянуть и караван-сараи Хадж-Кямаль и Кущкь-Саньги, построенные в эпоху правления Каджаров и Сельджукидов.

## Демография
Если посмотреть на данные трёх последних иранских переписей (за исключением переписи 2016 г., по которой данные ещё не обработаны), то население Насимшахра изменялось следующим образом: 85124 человек в октябре 1996 г., 135846 жителей в октябре 2006 г. и 157474 обитателей по данным на конец октября 2011 г. В том же году половая структура города выглядела так: 80947 мужчин против 76527 женщин, или же приблизительно 106 мужчин на 100 женщин. Значит, в городе резко преобладают мужчины, что связано с демографической молодостью (высоким процентом детей и молодёжи) в населении Насимшахра, как впрочем и всего населения Ирана. Рост населения города был в целом достаточно высок, и составил 4,8 % за 1996—2006 гг. и 3,0 % за 2006-11 гг. Очевидно, что помимо весьма высокой рождаемости, в таком большом росте населения весьма большую роль играла и интенсивная миграция в город. Прирост населения в среднем за год за 1996—2006 гг. оказался равен примерно 5100 человек, а за 2006-11 гг. — около 4300 человек, то есть, он имеет явную тенденцию к снижению. Всего за 15 лет население Насимшахра выросло примерно вдвое. Благодаря таким городам, как Насимшахр, с их очень быстрым ростом населения, в Иране в целом стабильно растёт процент урбанизации. Однако доля Насимшахра в населении остана Тегеран остаётся весьма небольшой, и увеличивается она крайне медленно: 1,2 % в 2006 г. и 1,3 % в 2011 г. Но город Насимшахр достаточно быстро растёт по сравнению со столицей провинции и страны, Тегераном. Если население Тегерана (без пригородов) принять за 100 %, то население Насимшахра составляло 1,3 % от этой цифры в 1996 г., 1,7 % в 2006 г. и 1,9 % в 2011 г. Когда поступят данные переписи 2016 г., будет видно, продолжился ли тренд снижения темпов роста населения города. Пока же кривая роста населения города Насимшахр приняла логистическую форму, что означает заметное замедление как абсолютных, так и относительных темпов роста.